# Équipe de Pologne féminine de handball
Maillots
Dernière mise à jour : 8 décembre 2020.
L'équipe de Pologne féminine de handball représente la Fédération polonaise de handball (ZPRP) lors des compétitions internationales.

## Palmarès
| Championnats du monde - 1957 : 7e - 1962 : 7e - 1965 : 8e - 1973 : 5e - 1975 : 7e - 1978 : 6e - 1986 : 13e - 1990 : 9e - 1993 : 10e | - 1997 : 8e - 1999 : 11e - 2005 : 19e - 2007 : 11e - 2013 : 4e - 2015 : 4e - 2017 : 17e - 2021 : qualification en cours | Championnats d'Europe - 1996 : 11e - 1998 : 5e - 2006 : 8e - 2014 : 11e - 2016 : 15e - 2018 : 14e - 2020 : 14e Jeux olympiques - aucune participation |

## Personnalités

### Joueuses
- Kinga Achruk
- Marta Gęga
- Monika Kobylińska
- Karolina Kudłacz-Gloc
- Adrianna Płaczek
- Karolina Siódmiak
- Monika Stachowska
- Agata Szukiełowicz-Genes
- Alina Wojtas
- Karolina Zalewski-Gardoni
- Aleksandra Zych

### Entraîneurs
- Antoni Szymański (pl) : de 1951 à 1953
- Tadeusz Breguła : de 1953 à 1956
- Władysław Stawiarski : de 1956 à 1959
- Edward Surdyka : de 1960 à 1965
- Józef Zając : de 1966 à 1969
- Paweł Wiśniowski : de 1969 à 1971
- Leon Nosila : de 1971 à 1973
- Zygmunt Jakubik : de 1973 à 1977
- Mieczysław Kiegiel : de 1977 à 1979
- Tadeusz Wadych : de 1980 à 1982
- Bogdan Cybulski : de 1982 à 1986
- Jerzy Noszczak : de 1987 à 1994
- Jerzy Ciepliński : de 1994 à 2000
- Marek Karpiński : de 2000 à 2003
- Zygfryd Kuchta : de 2003 à 2006
- Jerzy Ciepliński : en 2006
- Zenon Łakomy : de 2006 à 2008
- Krzysztof Przybylski : de 2008 à 2010
- Kim Rasmussen (en) : de 2010 à 2016
- Leszek Krowicki (en) : 2016 à 2019
- Arne Senstad (en) : depuis 2019